# Hans Jüttner
Hans Jüttner, född 2 mars 1894 i Schmiegel, död 24 maj 1965 i Bad Tölz, var en tysk SS-Obergruppenführer och general i Waffen-SS. Han var mellan 1943 och 1945 chef för SS-Führungshauptamt, Waffen-SS organisatoriska och administrativa myndighet. Efter 20 juli-attentatet mot Adolf Hitler år 1944 utnämnde Heinrich Himmler Jüttner till sin ställföreträdare som chef för reservarmén. Hans Jüttner var yngre bror till Max Jüttner.
Jüttner dömdes 1948 av en brittisk domstol till tio års fängelse. Han utgjorde vittne vid rättegången mot Adolf Eichmann 1961.

### Webbkällor
- ”The Testimony of Hans Jüttner” (på engelska). The Nizkor Project. Arkiverad från originalet den 6 februari 2012. https://www.webcitation.org/65FOQUALw?url=http://www.nizkor.org/hweb/people/e/eichmann-adolf/transcripts/Testimony-Abroad/Hans_Juettner-01.html. Läst 6 februari 2012.